# Мумба – Кросс-Бордер
Мумба – Кросс-Бордер – трубопровід для транспортування діоксиду вуглецю, споруджений в пустельному районі на північному сході штату Південна Австралія.
Газопереробний завод Мумба працює з продукцією родовищ басейну Купер, яка зазвичай містить великі обсяги діоксиду вуглецю. Як наслідок, завод отримав сім технологічних ліній для його вилучення та протягом більш ніж півстоліття був великим емітентом цього парникового газу. В першій половині 2020-х узялись за проект зменшення викидів, за яким діоксид вуглецю в обсягах до 1,7 млн тонн на рік мають закачувати у виснажені поклади ряду родовищ, з яких для першого етапу відібрали родовища Стржелецкі та Марабука.
В межах проект проклали трубопровід між ГПЗ та Стржелецкі (офіційно відомий як Мумба – Кросс-Бордер) довжиною 53 кілометра та діаметром 250 мм. Робочий тиск трубопроводу становить від 10 до 15 МПа.
Закачування почалось осінню 2024 року.